# La Paz (Agusan del Sur)
La Paz è una municipalità di prima classe delle Filippine, situata nella Provincia di Agusan del Sur, nella Regione di Caraga.
La Paz è formata da 15 baranggay:
- Angeles
- Bataan
- Comota
- Halapitan
- Kasapa II
- Langasian
- Lydia
- Osmena
- Panagangan
- Poblacion
- Sabang Adgawan
- Sagunto
- San Patricio
- Valentina
- Villapaz